# Frank Arens
Frank Arens (Gent, 16 augustus 1959) is een Belgisch schutter.

## Levensloop
Arens nam deel aan de Olympische Zomerspelen van 1984 en 1988 in het onderdeel 'luchtgeweer, 10 meter'. In 1984 te Los Angeles behaalde hij er een twaalfde plaats in de eindrangschikking, vier jaar later in Seoel werd hij 38e.
Daarnaast nam hij vijftienmaal deel aan de Europese kampioenschappen, met name tussen 1977 en 1999. Zijn beste resultaat boekte hij er in 1985 te Varna met een 14e plaats. Zijn beste resultaat in een Wereldbeker-wedstrijd was een 16e plaats in 1994 te Havana.. 
In 1984 in de GP Suhl (voorloper van WB-wedstrijden) behaalde hij de zilveren medaille. In 1985 werd hij er vijfde.
Naam ook deel aan vijf Wereld kampioenschappen met beste resultaat een 14e plaats te Mexico in 1984.
Arens is aangesloten bij Karabijnschuttersvereniging Leieschutters te Gent.